# KV57
KV57 (Kings’ Valley no. 57) ist das altägyptische Felsengrab Nummer 57 im Tal der Könige, welches für den König (Pharao) Haremhab als letzten Herrscher der 18. Dynastie (Neues Reich) angelegt und wahrscheinlich auch für seine Bestattung benutzt wurde. Die Grabanlage ist insgesamt recht gut erhalten und gehört mit ihren Dekorationen zu den wichtigsten Kunstwerken im Tal der Könige. Es gibt einige Anhaltspunkte dafür, dass dieses Grab ursprünglich versiegelt wurde, doch schon in der Antike von Grabräubern ausgeraubt worden ist.

## Entdeckung, Ausgrabungen und Erforschung

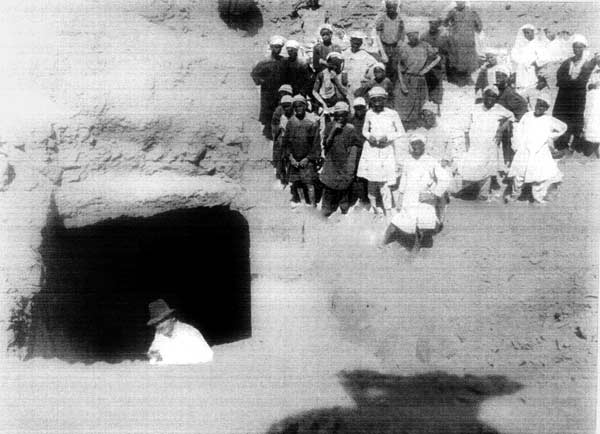
Grabeingang mit Arthur Weigall, kurz nach Entdeckung

Das Grab wurde am 22. Februar 1908 von dem Ägyptologen Edward Russell Ayrton entdeckt, der für seinen Geldgeber, den US-amerikanischen Millionär Theodore M. Davis, im Tal der Könige grub und dort in den Jahren zuvor schon andere Grabanlagen gefunden hatte. Ayrton grub noch im selben Jahr die Grabanlage aus und beabsichtigte ursprünglich, einen detaillierten Bericht über die Grabung vorzulegen. Eine derartige Beschreibung wurde von ihm jedoch niemals veröffentlicht und das Manuskript ist letztlich verloren gegangen.
Theodore M. Davis veröffentlichte 1912 die Kartierung und Objektpläne der gesamten Grabanlage.
1923 erstellte Harry Burton eine vollständige Fotodokumentation der Grabanlage für das Metropolitan Museum of Art. 1971 dokumentierte und veröffentlichte Erik Hornung dann die Wanddekorationen erstmals in Farbe.

## Lage
Das Grab KV57 befindet sich knapp oberhalb des antiken Talgrundes auf der nördlichen Seite im westlichen Abzweig des südwestlich verlaufenden, zentralen Wadis im Tal der Könige bei Theben-West. In der Nähe zu dieser Grabanlage befindet sich das Grab KV58, das bisher keiner Person zugeordnet werden konnte und welches aufgrund seiner Lage und Bauweise als „Satellitengrab“ von KV57 betrachtet wird.

## Architektur

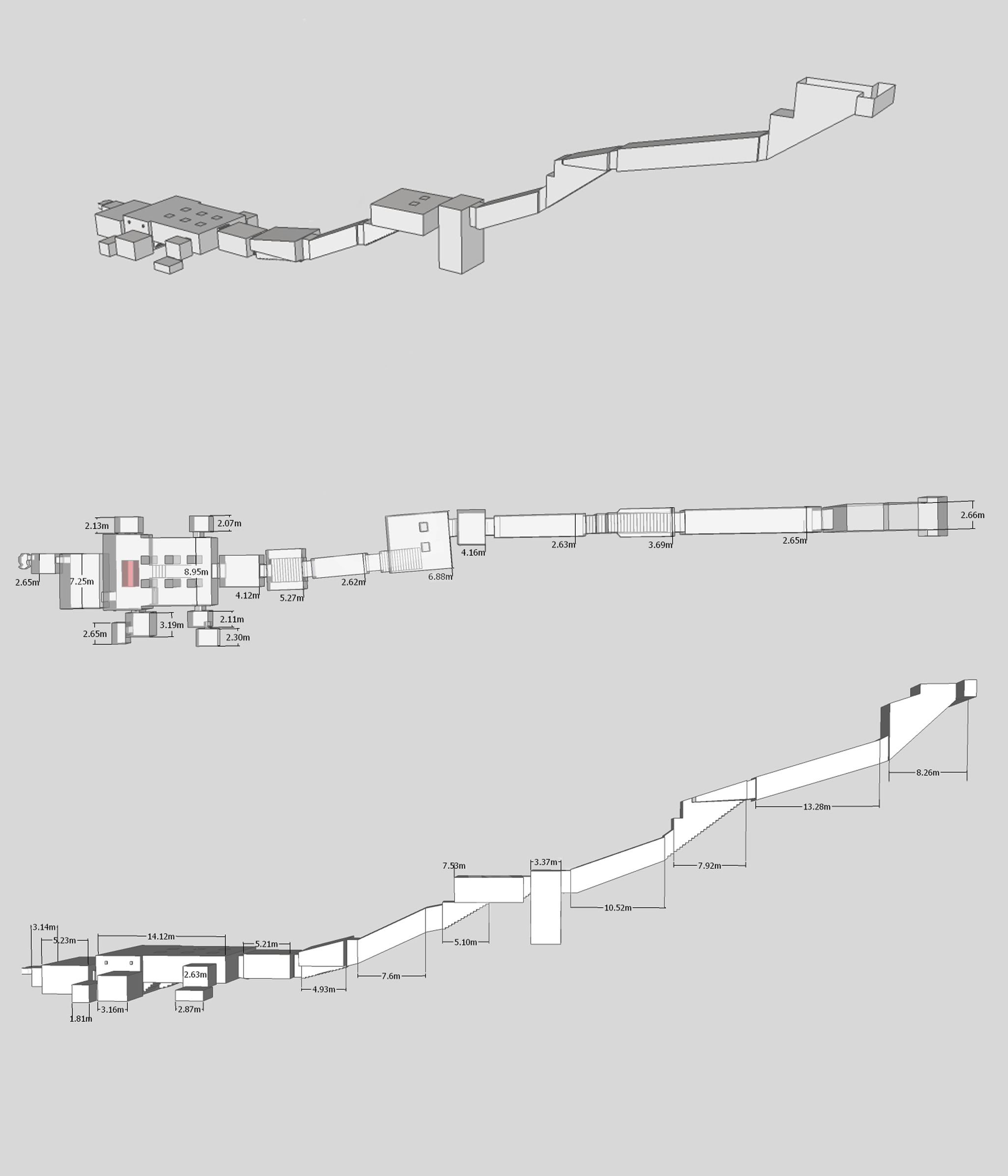
Isometrische Darstellung, Grundriss und Schnittzeichnung des Grabes

Die Grabanlage des Haremhab verläuft auf einer Nord-Süd-Achse, ist 469,67 m² groß, 106,58 m lang und führt in eine Tiefe von 29,52 m. Die Gesamtkonstruktion der Anlage erscheint in der Planaufsicht wie ein Hund, der seine Pfoten nach jeder Seite vollständig abspreizt.
Von den bisherigen Königsgräbern der 18. Dynastie unterscheidet sich diese Grabanlage in mehrerer Hinsicht und repräsentiert beispielsweise in Bezug auf ihre Längsachse ein Übergangsstadium in der Grabarchitektur. Waren bis dahin in den Königsgräbern der 18. Dynastie nach rechts abgeknickte Hauptachsen charakteristisch, so wandeln sich diese nach und nach bis zu geraden Achsen der königlichen Gräber der 19. und 20. Dynastie.

## Funde und ihre Bedeutung
Ein Teil der in dieser Grabanlage entdeckten Wandbilder sind nicht nur als einfach bemalte Wände, sondern erstmals für ein Königsgrab auch als kolorierte Flachreliefs ausgeführt. Außerdem sind auf Wanddarstellungen in dieser Grabanlage anstelle des Amduat auch zum ersten Mal einzelne Abschnitte des altägyptischen Unterweltbuches (Pfortenbuch) vorhanden und damit belegt. Die Dekoration der Grabanlage ist nicht in allen Bereichen fertiggestellt worden, obwohl nach Wolfgang Helck die Regentschaft des Haremhab zwölf Jahre und drei Monate, oder nach Rolf Krauss sogar insgesamt 27 Jahre dauerte.

Bildgalerie
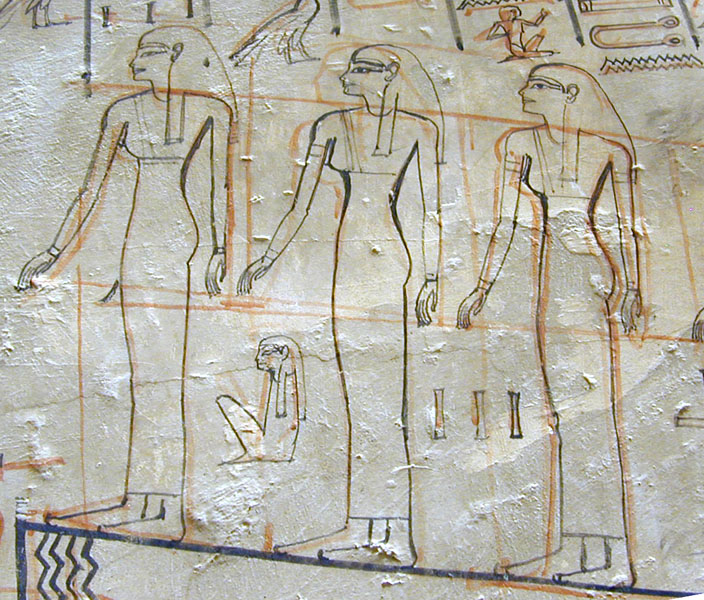
Unvollendete Wanddekoration mit Szene aus dem Pfortenbuch
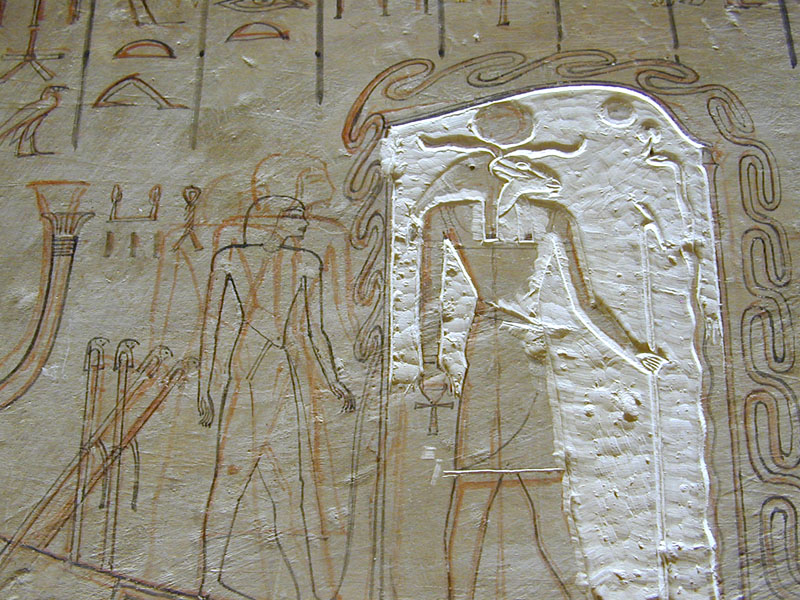
Unvollendete Wanddekoration mit Szene aus dem Pfortenbuch (Re auf der Sonnenbarke)
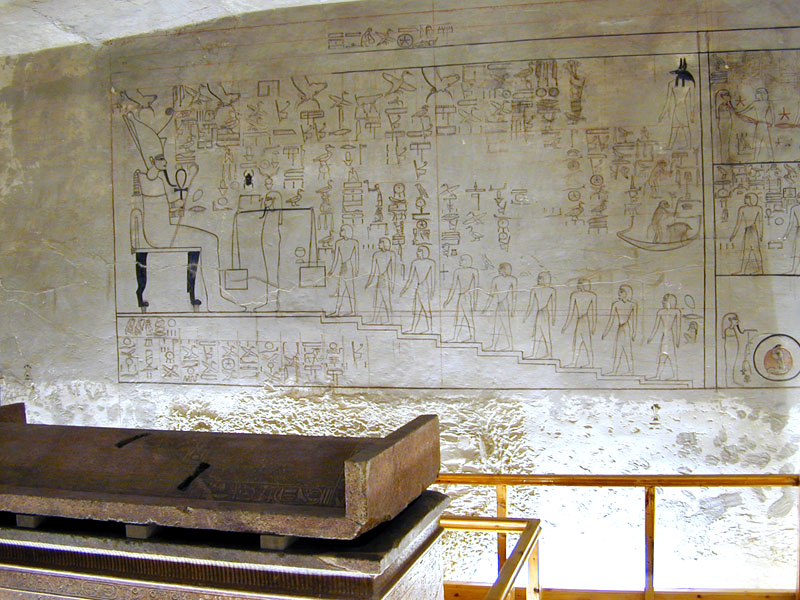
Sarkophag und Wanddekoration in der Grabkammer
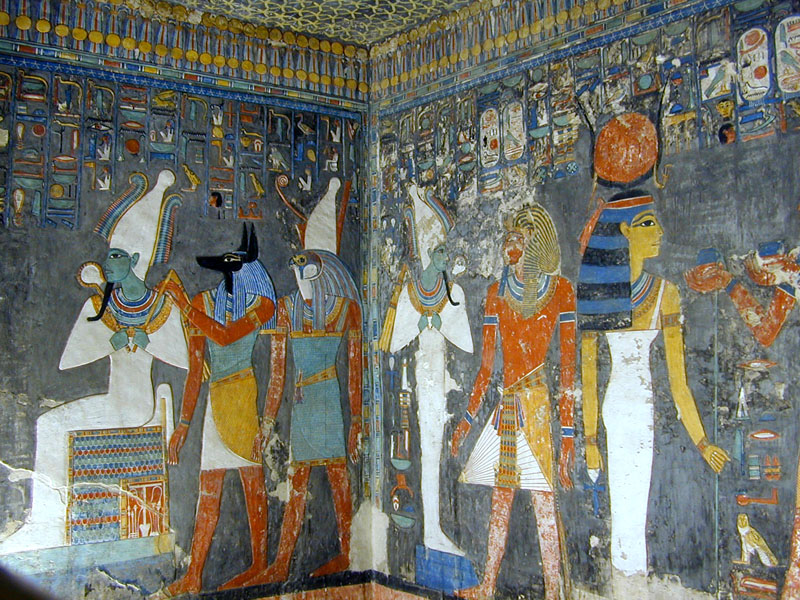
Haremhab als Osiris mit Anubis, Horus und Hathor
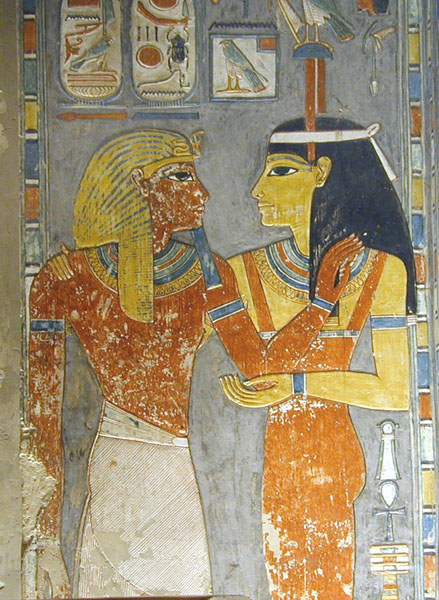
Haremhab und Amentet in Gestalt der Hathor